# Lorenzo Fioramonti

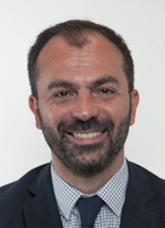
Lorenzo Fioramonti 2018

Lorenzo Fioramonti (* 29. April 1977 in Rom) ist ein italienischer Hochschullehrer und Politiker.
Vom 5. September 2019 bis 25. Dezember 2019 war er Minister für Unterricht, Universitäten und Forschung im Kabinett Conte II.

## Leben
Fioramonti wuchs in Rom im Stadtteil Torre Angela auf. Er studierte Philosophie an der Universität Tor Vergata in Rom und schloss sein Studium mit der Laurea ab. Anschließend absolvierte er ein Doktoratsstudium in Vergleichender Politikwissenschaft an der Universität Siena.
Fioramonti wanderte nach Südafrika aus und übernahm dort 2012 eine Professur für Volkswirtschaft an der Universität Pretoria und wurde ein außerordentlicher Professor an der Universität Stellenbosch. Weitere akademische Tätigkeiten übte er als Senior Fellow an der Universität Heidelberg, an der Hertie School sowie als Associate Fellow an der Universität der Vereinten Nationen aus.
Er ist Autor von mehr als 60 wissenschaftlichen Artikeln und mehreren Büchern und war Mitherausgeber des Journal of Common Market Studies. Ein zentrales Thema seiner Arbeiten ist die soziale Ungleichheit.
Fioramonti ist mit einer Deutschen verheiratet und Vater zweier Kinder.

## Politische Laufbahn
Seine ersten politischen Erfahrungen sammelte er zwischen 1997 und 2000 bei der im Entstehen begriffenen Partei Italia dei Valori von Antonio Di Pietro, für die er jugendpolitische Programme an seinem Wohnort Torre Angela in Rom ausarbeitete. In den 2000er Jahren stand er der Bildungsgewerkschaft der Confederazione Generale Italiana del Lavoro, FLC CGIL, nahe.
Vor den Parlamentswahlen 2018 wurde er von Luigi Di Maio für den Fall eines Wahlsieges der Fünf-Sterne-Bewegung als Wirtschaftsminister vorgeschlagen. Fioramonti, der eine nachhaltige Wirtschaftspolitik unterstützt, nahm die Kandidatur an. Bei den Wahlen zog er für die Fünf-Sterne-Bewegung in das Abgeordnetenhaus ein. In der von der Fünf-Sterne-Bewegung und Lega gebildeten Regierung Conte I wurde er zunächst zum Unterstaatssekretär und schließlich zum Vizeminister im Bildungsministerium ernannt.
Nach dem Scheitern der gelb-grünen Koalition übernahm er am 5. September 2019 das Amt des Bildungsministers im Kabinett Conte II. Bereits nach der Bildung des Kabinetts erklärte er, dass er zurücktreten werde, wenn im Haushalt nicht mindestens drei Milliarden Euro mehr für Bildungsaufgaben bereitgestellt würden. Nachdem der Haushalt am 23. Dezember 2019 ohne die geforderte Erhöhung seines Etats verabschiedet worden war, erklärte er seinen Rücktritt. Wenige Tage danach gab er auch seinen Austritt aus der Fünf-Sterne-Bewegung bekannt. Am 30. Dezember 2019 entließ Staatspräsident Sergio Mattarella Fioramonti aus seinem Ministeramt.